# Serie de Taiwán
Serie de Taiwán (en chino tradicional 台灣大賽) es el campeonato de la Liga de Béisbol Profesional China. Por lo general se lleva a cabo en el mes de octubre luego de finalizar la temporada regular del béisbol taiwanés. Desde 2005 el equipo que se titula campeón de la Serie de Taiwán representa a ese país en la Serie de Asia Copa Konami.

## Resultados
| Temporada | Campeón              | Juegos ganados | Subcampeón           |
| --------- | -------------------- | -------------- | -------------------- |
| 1990      | Dragones Wei Chuan   | 4 - 2          | Tigres Mercuries     |
| 1991      | Leones Uni-President | 4 - 3          | Dragones Wei Chuan   |
| 1992      | Elefantes Brother    |                |                      |
| 1993      | Elefantes Brother    | 4 - 2          | Leones Uni-President |
| 1994      | Elefantes Brother    |                |                      |
| 1995      | Leones Uni-President |                |                      |
| 1996      | Leones Uni-President | 4 - 2          | Dragones Wei Chuan   |
| 1997      | Dragones Wei Chuan   | 4 - 2          | Águilas China Times  |
| 1998      | Dragones Wei Chuan   | 4 - 3          | Toros Sinon          |
| 1999      | Dragones Wei Chuan   | 4 - 1          | Ballenas Koos Group  |
| 2000      | Leones Uni-President | 4 - 3          | Elefantes Brother    |
| 2001      | Elefantes Brother    | 4 - 3          | Leones Uni-President |
| 2002      | Elefantes Brother    | 4 - 0          | Chinatrust Whales    |
| 2003      | Elefantes Brother    | 4 - 2          | Sinon Bulls          |
| 2004      | Toros Sinon          | 4 - 3          | Leones Uni-President |
| 2005      | Toros Sinon          | 4 - 0          | Cobras Macoto        |
| 2006      | Osos La New          | 4 - 0          | Leones Uni-President |
| 2007      | Leones Uni-President | 4 - 3          | Osos La New          |
| 2008      | Leones Uni-President | 4 - 3          | Elefantes Brother    |